# El Viaje Misterioso de Nuestro Jomer (The Mysterious Voyage of Homer)
«El Viaje Misterioso de Nuestro Jomer (The Mysterious Voyage of Homer)» (рус. Таинственное путешествие нашего Гомера) — девятый эпизод восьмого сезона мультсериала «Симпсоны». Премьера состоялась 5 января 1997 года.

## Сюжет
Гомер вдруг вспоминает о ежегодном конкурсе на лучшего повара соуса из перца чили, хотя Мардж пытается его отвлечь. Она говорит, что она пыталась запретить Гомеру присутствовать на этом конкурсе из-за его пьяных выходок на прошлогоднем конкурсе, и позволяет Гомеру ехать только при условии, что он не будет пить пиво. На конкурсе Гомер демонстрирует способность терпеть горячую пищу, пока он не пробует сваренный шефом Виггамом чили из необычайно жгучего перца кельтцлакацатенаго, который «выращивается в первобытных джунглях жителями гватемальской психиатрической больницы». Решив во что бы то ни стало съесть этот перец, Гомер выпивает свечу, чтобы у него во рту был воск, который помешает ему почувствовать вкус перца. Он съедает перец, но это вызывает у него галлюцинации: он сталкивается с большим змеем, гигантской бабочкой и черепахой, он случайно разрушает солнце и встречается со своим ангелом-хранителем — койотом. Этот койот сообщает ему, что он должен найти родственную душу. Между тем Мардж сообщили о странном поведении Гомера, она полагает, что Гомер нарушил обещание (хотя Гомер и не был пьян).
Гомер приходит в себя, возвращается домой и находит Мардж очень разгневанной: ведь она считает, что Гомер не сдержал слово. Гомер решает, что Мардж — не его родственная душа, и начинает искать свою родственную душу, однако не может найти её. В конце концов он решает, что его родственная душа — это смотритель маяка, поскольку они оба одиноки, но обнаруживает, что смотритель маяка — машина. Увидев плывущий корабль, Гомер разбивает лампу в надежде, что корабль приблизится и её пассажиры помогут Гомеру. В маяк заходит Мардж, так как она догадалась, что Гомер в маяке. Гомер понимает, что Мардж — его родственная душа. Мардж вставляет новую лампу, чтобы судно не врезалось в маяк. Однако корабль садится на мель, и все жители Спрингфилда берут по паре шортов, которые были в трюме.

## Культурные отсылки
- В основе эпизода лежат произведения Карлоса Кастанеды[1], также в нём содержатся отсылки к фильму «Танцы с волками».
- Смотритель маяка, на самом деле оказавшийся компьютером — отсылка к эпизоду The Old Man in the Cave[англ.] сериала Сумеречная зона.[2]
- Восклицание капитана корабля, везущего шорты — отсылка к повести «Чайка по имени Джонатан Ливингстон».